# Szolgálati Érdemérem

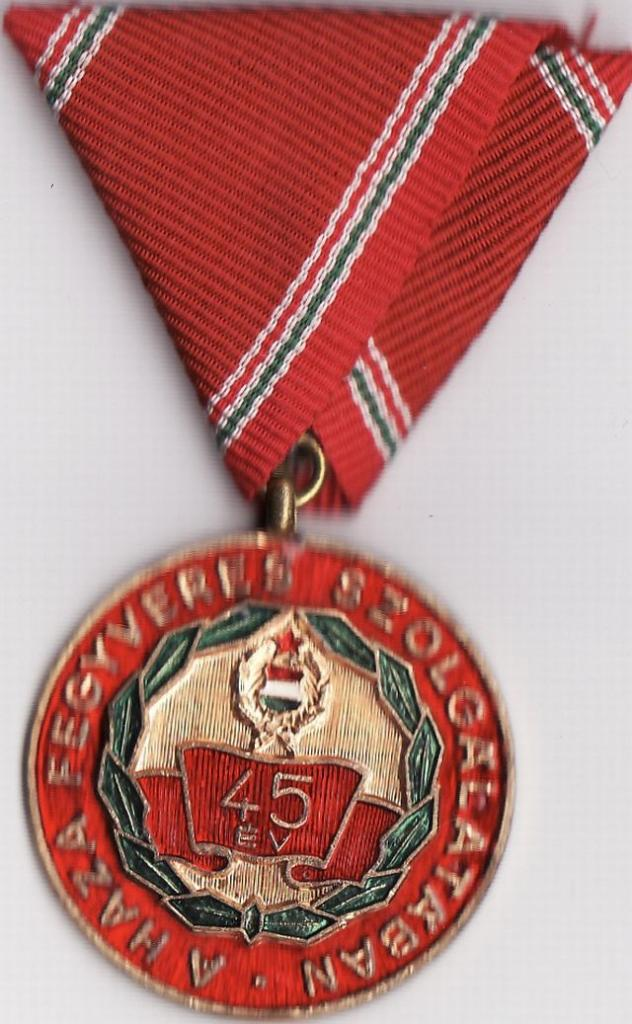
Szolgálati Érdemérem 45 év után

A Szolgálati Érdemérem a Magyar Népköztársaság egyik állami kitüntetése volt.
A kitüntetést 1964. október 12-én alapította a Magyar Népköztársaság Belügyminisztere a Fegyveres Testületek részére.

## Leírása
Az érdemrendeket a belügyminiszter javaslatára a Minisztertanács
előterjesztése útján a Népköztársaság Elnöki Tanácsa adományozza.
A Magyar Forradalmi Munkás-Paraszt Kormány a Belügyminisztérium hivatásos állományú tagjainak a szolgálatban ténylegesen eltöltött éveik elismeréséül a SZOLGÁLATI ÉRDEMÉREM kitüntetést alapította.
A kitüntetés 1945. január 1. napja utáni BM, HM, valamint a BV hivatásos állományában ténylegesen eltöltött 10, 15, 20, 25 évi eredményes szolgálat elismeréséül adományozható.
A szolgálatban történt megszakítás esetén a figyelembe vehető. Részlet az alapító okiratból.

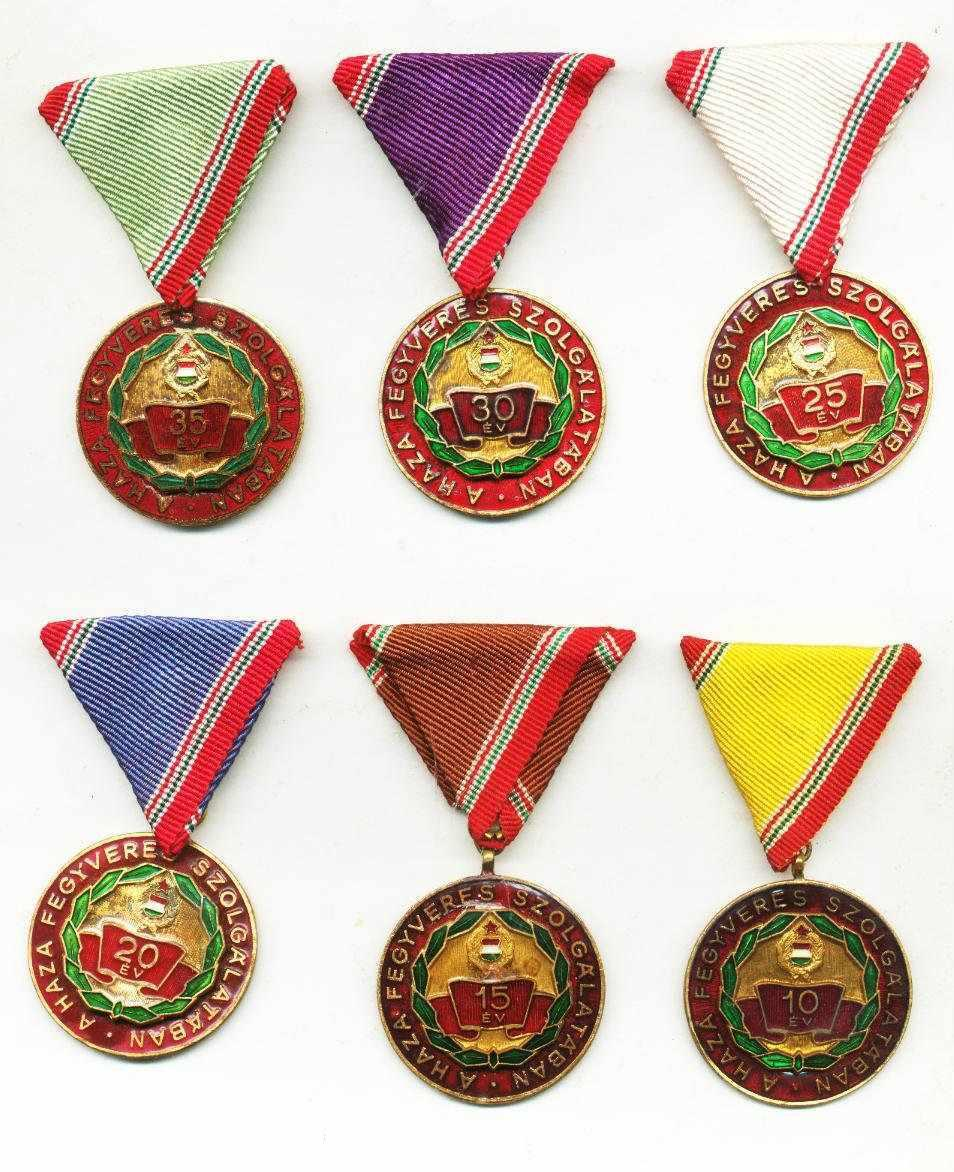
A Haza fegyveres szolgálatáért érdemérem

Létezett ejtőernyős, illetve repült órák után járó változat is.
|  |  |